# Ralph G. Pearson
Ralph G. Pearson (* 12. Januar 1919 in Chicago; † 12. Oktober 2022) war ein US-amerikanischer Chemiker. Er wurde bekannt durch seine Arbeiten auf dem Gebiet der theoretischen anorganischen Chemie. Ab 1976 lehrte er an der University of California, Santa Barbara.

## HSAB-Konzept
Das HSAB-Konzept, das Pearson in den 1960er Jahren vorstellte, erklärt, dass sich Ionen weicher Säuren (große Polarisierbarkeit) bevorzugt mit Ionen weicher Basen verbinden. Ionen harter Säuren (geringe Polarisierbarkeit) verbinden sich bevorzugt mit Ionen harter Basen.

## Prinzip der maximalen Härte
Pearsons Prinzip der maximalen Härte sagt aus, dass die stabilsten chemischen Verbindungen eine größtmögliche Energielücke zwischen HOMO und LUMO besitzen.  Das sind die Verbindungen mit der maximalen chemischen Härte. Beispielsweise ist die HOMO-LUMO Energielücke bei tetraedrischem Methan viel größer als bei der planaren Form. Die allgemeine Anwendbarkeit dieses Prinzips wird in der Literatur angezweifelt.

## Ehrungen
Pearson war ab 1974 Mitglied der National Academy of Sciences.

## Werke
- R. G. Pearson: Hard and Soft Acids and Bases. Dowden, Hutchinson and Ross, 1973, ISBN 0-87933-021-X
- R. G. Pearson: Chemical Hardness. Verlag Wiley-VCH, Weinheim 1997, ISBN 3-527-29482-1